# Niavende
Niavende (em persa: نهاوند; romaniz.: Nihavend), Niavande (Nihavand), Neavande (Nehavand), Neavende (Neavend), Naavande (Nahavand) e Naavende (Nahavend) é uma cidade na província de Hamadã, no Irã. É a capital do condado de Niavende. Segundo o censo de 2016, havia 76 162 habitantes. Muito importante ao longo da história, foi sítio da afamada Batalha de Niavende de 642, que ajudou os árabes em sua conquista do Império Sassânida. Nos tempos gregos, chamar-se-ia Laodiceia.

## Etimologia
O nome Nahāvand é provavelmente derivado do persa antigo Niθāvanta-, relacionado ao nome persa antigo Nisāya, derivado do prefixo ni-, que significa "para baixo" e um segundo elemento relacionado ao avéstica si ou say, que significa "para deite-se".

## Geografia
Niavende está situado no oeste do Irã, na parte norte da região de Zagros. Encontra-se a cerca de 90 quilômetros ao sul de Hamadã, da qual está separada pelo maciço da subfaixa Alvande. Este maciço garante a Niavende e seu interior um suprimento abundante de água. Historicamente, estava localizada em uma rota que levava do centro do Iraque através de Quermanxá ao norte do Irã e, portanto, era frequentemente atravessada por exércitos. Outra estrada histórica, vindo de Quermanxá, leva a Ispaã no centro do Irã e evita o maciço de Alvande. Niavende também fica no braço do rio Gamasabe, que vem do sudeste da vizinhança de Borujerde; de Niavende o Gamasabe flui para o oeste até o Monte Beistum. Dada a localização de Niavende, foi o local de várias batalhas e foi considerado importante na história iraniana durante as guerras do Irã com seus vizinhos ocidentais.

## História

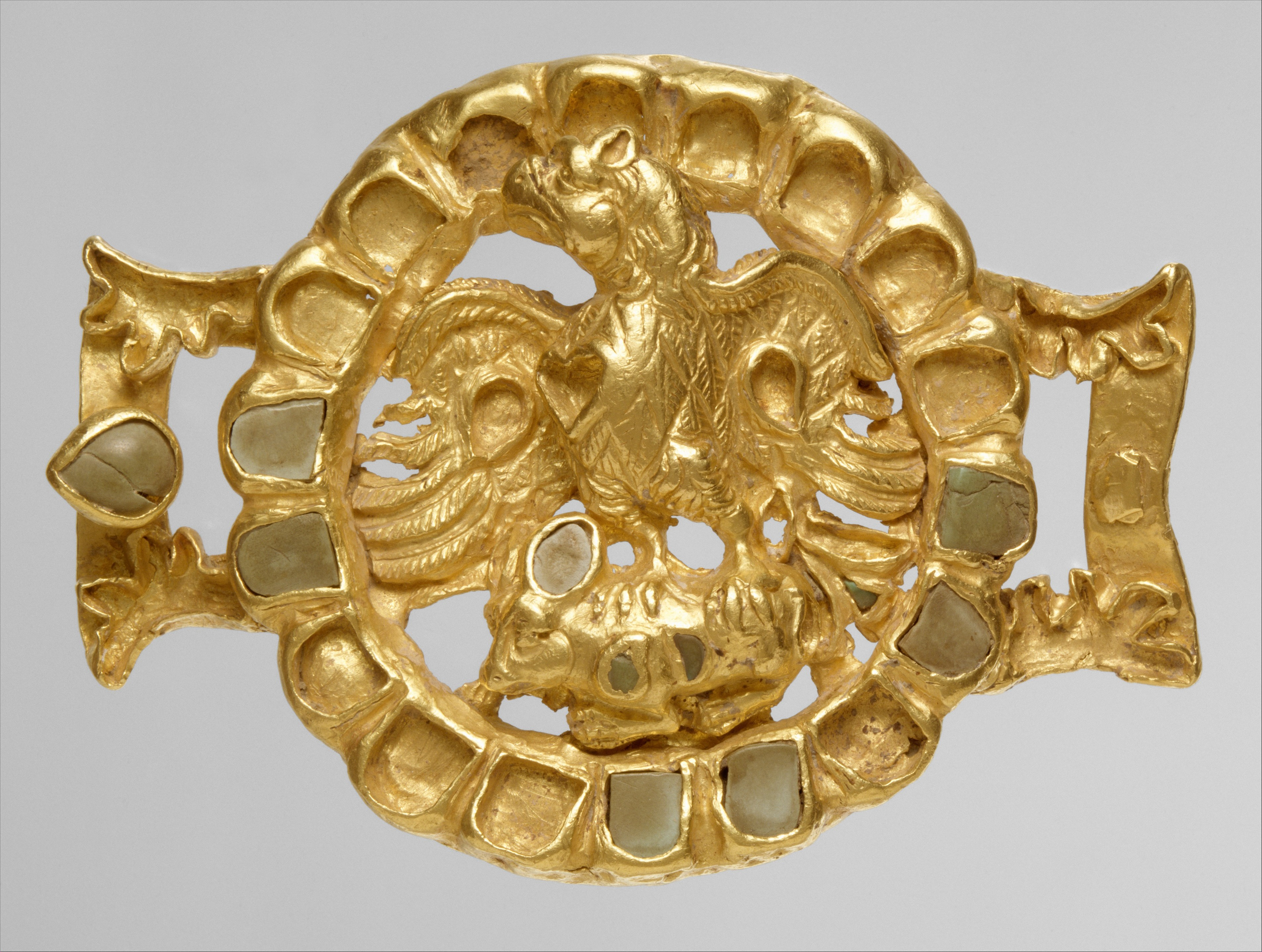
Fecho de ouro combinando com águia no Museu Metropolitano de Arte encontrado em Niavende, que Ernst Herzfeld] acredita pertencer originalmente à Casa de Carano.

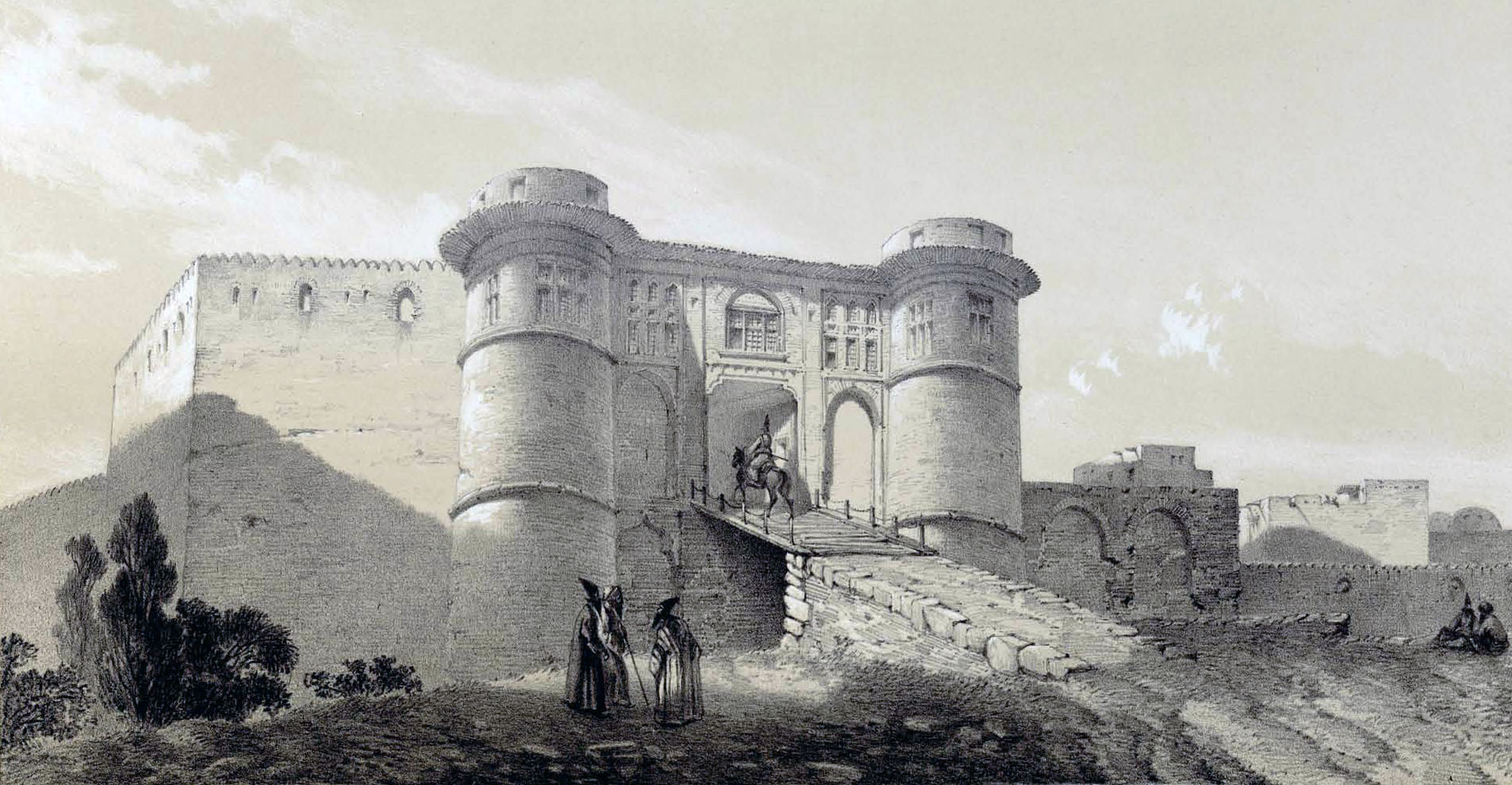
Castelo de Niavende por Eugène Flandin (desenho do século XIX)

As escavações realizadas em 1931/2 em Tepe Guiã por Georges Contenau e Roman Ghirshman levaram à conclusão de que Niavende e seus arredores foram habitados desde os tempos pré-históricos. Mostrou que o sítio de Tepe Guiã, que fica a cerca 10 quilômetros a sudeste de Niavende, foi ocupada de pelo menos 5 000 a 1 000 a.C.. Durante o Império Aquemênida (550–330 a.C.), Niavende estava localizado na parte mais ao sul da Média, na fértil planície de Niseu. O antigo geógrafo e historiador Estrabão escreveu que foi "(re)fundada" pelo xá Xerxes I (r. 486–465 a.C.). Ficava a cerca de 96 quilômetros de Ecbátana (atual Hamadã), na estrada principal da Babilônia através da Média para Báctria. Sob o Império Selêucida, foi transformado em uma pólis grega com magistrados e um governador. No século XX, uma estela de pedra foi encontrada perto de Niavende. A estela continha uma cópia da inscrição do culto dinástico do basileu Antíoco III (r. 222–187 a.C.), que havia criado para sua esposa, a rainha Laódice III. A estela, datada de 193 a.C., revelou o terminus ante quem da fundação da pólis Laodiceia. De acordo com o polímata Abu Hanifa Dinavari, que floresceu no século IX, sob o Império Arsácida, Niavende foi a sede do príncipe parta Artabano, que mais tarde reinou como Artabano I (r. 127–124/3 a.C.). Durante o Império Sassânida, o distrito foi concedido à Casa de Carano. Havia também um templo de fogo.
Em 642, durante a conquista muçulmana da Pérsia, uma famosa batalha foi travada em Niavende. Com pesadas perdas de ambos os lados, acabou resultando em uma derrota sassânida e, como tal, abriu as portas do planalto iraniano para os invasores. No início do período islâmico, Niavende floresceu como parte da província de Jibal. Primeiro funcionou como centro administrativo do distrito de Mal Baçorá ("Mídia dos Baçoranos"). Suas receitas teriam sido usadas para o pagamento das tropas de Baçorá que estavam estacionadas ali. Geógrafos medievais mencionam Niavende como um centro comercial afluente com duas mesquitas congregacionais. Quando o viajante árabe do século X, Abu Dulafe, viajou por Niavende, notou "ótimos restos dos [antigos] persas". Também escreveu que durante o reinado do califa Almamune (r. 813–833), uma câmara do tesouro foi encontrada, contendo dois caixões de ouro. No decorrer dos séculos subsequentes, apenas alguns eventos em Niavende foram registrados. O vizir persa do Império Seljúcida, Nizã Almulque, foi assassinado em 1092 perto de Niavende. Segundo o historiador e geógrafo Handalá Mustaufi, que floresceu nos séculos XIII e XIV, Niavende era uma cidade de tamanho médio cercada por campos férteis onde se cultivavam milho, algodão e frutas. Mustaufi acrescentou que seus habitantes eram principalmente curdos do xiismo duodecimano.
Em 1589, durante a Guerra Otomano-Safávida de 1578-1590, o general otomano Cigalazade Iúçufe Sinã Paxá construiu uma fortaleza em Niavende para futuras campanhas contra o Irã safávida. Pelo Tratado de Constantinopla (1590), os safávidas foram forçados a ceder a cidade aos turcos. Em 1602/3, os cidadãos de Niavende revoltaram-se contra os ocupantes otomanos. Coincidindo com as revoltas celalis na Anatólia, os safávidas recapturaram Niavende e expulsaram os otomanos da cidade, restaurando assim o controle iraniano. O governador safávida de Hamadã, Haçane Cã Ustajelu, posteriormente destruiu o forte otomano. Na esteira do colapso dos safávidas em 1722, os turcos capturaram Niavende mais uma vez. Em 1730, foram expulsos por Nader-Coli Begue (mais tarde conhecido como Nader Xá; r. 1736–1747). A morte de Nader em 1747 levou à instabilidade. Ao longo dos próximos anos, Niavende foi explorada por chefes locais bactiaris. Em cerca de 1752, Carim Cã Zande derrotou o chefe bactiari Ali Mardã Cã Bactiari em Niavende.